# 광명 금오계첩
광명 금오계첩(光明金吾契帖)은 대한민국 경기도 광명시 소하동 충현박물관에 있는 계첩이다. 2010년 3월 23일 경기도의 문화재자료 제153호로 지정되었다.

## 개요
장지에 주문(朱文)으로 인찰(印札)을 두르고 金吾(의금부)의 전경과 계회 장면,참석자들의 직함을 포함하는 명록(名錄)을 열기한 것으로 가치가 인정된다.

## 참고 문헌
- 광명 금오계첩 - 국가유산청 국가유산포털